# Lilla torget
A Lilla Torget (LITERALMENTE Pequena Praça) é uma pequena praça do centro histórico da cidade de Gotemburgo, na Suécia.
Tem cerca de 1 100  m², e está situada junto ao Grande Canal de Gotemburgo, entre a Södra Hamngatan e a Magasinsgatan, assim como entre as duas ruas Otterhällegatan e Ekelundsgatan.
Entre a sua fundação, em 1621, e o ano de 1671, era o local do mercado de peixe da cidade.

## Fotografias

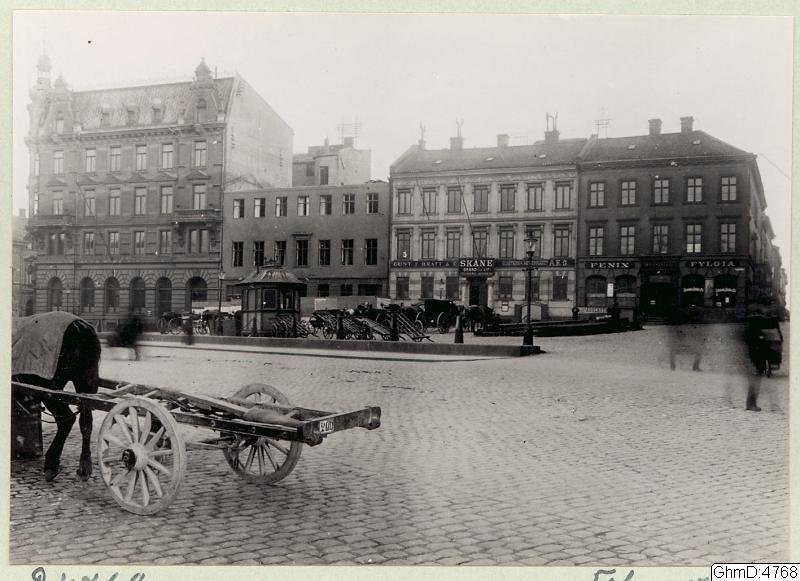
A Lilla Torget em 1903.